# 야스미나 레자

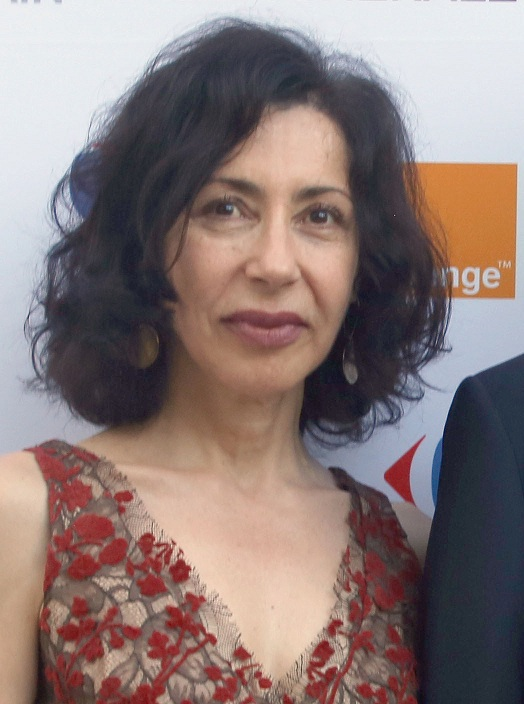

야스미나 레자(Yasmina Reza, 1959년 ~ )는 프랑스의 극작가이다.

## 생애
반은 이란인, 반은 러시아인인 유대계 엔지니어와 소련의 독재를 피해 온 헝가리 출신 바이올리니스트 사이에서 1959년 파리에서 태어났다. 범세계적이고 예술적인 환경에서 자란 그녀는 파리 근교 낭테르에서 연극과 사회학을 공부했으며, 자크 르코크 국제연극학교에서 수학하기도 했다.
누보로망의 선구자인 나탈리 사로트의 영향으로 희곡을 쓰기 시작해서, 1987년 ＜매장 후의 대화＞로 몰리에르 상을 받고 1995년 ＜아트(Art)＞로 다시 이 상을 수상했다. ＜아트＞는 현재 15개 언어로 번역되어 35개 나라에서 공연되고 있다.
야스미나 레자는 희곡 외에 시, 소설, 수필, 시나리오 등을 쓰기도 하는데, 1999년 발표한 그녀의 첫 번째 소설 ≪비탄≫은 모놀로그 형태를 띤다. 시나리오로는 ＜밤까지＞(1983), ＜내일 만나요＞(1991)와 ＜룰루 크로이츠의 피크닉＞ 등이 있다. 작가로서뿐만 아니라 배우, 연출가, 영화감독으로도 활동하고 있는 야스미나 레자는 ＜밤까지＞, ＜내일 만나요＞, ＜멀리서＞ 등에 배우로 참여했으며, 2008년에는 자신이 쓴 희곡 ＜살육의 신＞을 직접 연출하고, 2009년에는 ＜스페인 연극＞을 ＜치카스＞라는 제목의 영화로 직접 각색·감독하여 2010년 3월 개봉할 예정이다. 2006년에는 니콜라 사르코지의 대통령 선거운동을 취재해 ≪새벽, 저녁 혹은 밤≫이라는 책을 출간하기도 했다.
＜매장 후의 대화＞, ＜아트＞, ＜스페인 연극＞ 등을 통해 그녀의 주된 작품 경향을 살펴보면, 작가는 일상의 평범한 사건들 속에서 인생에 대한 사유를 이끌어내고 있음을 발견하게 된다. 특히 가장 가깝다고 할 수 있는 가족 간의 이해와 소통의 부족, 그로 인한 고독의 문제를 통해 현대사회에서의 개인들의 소외와 고독을 이야기한다. 또한 모든 살아 있는 것들이 세월과 함께 변화할 뿐만 아니라 인간관계 자체도 변질되고 쇠락한다는 무상성을 이야기한다. 문체상의 특성으로 작가는 주로 구어체를 사용해 일상의 대화를 있는 그대로 전달하고자 하며, 생략법을 사용한 대화는 여운을 남기고 때로는 모호한 채로 남아 있어 누보로망의 영향을 느끼게 한다.
해외 수상 경력으로는 1997년 ＜아트＞로 로런스 올리비에 상을, 1987년과 2009년에는 각각 ＜매장 후의 대화＞와 ＜살육의 신＞으로 토니 상을, 2005년에는 그녀의 전 작품에 대해 ‘디 벨트’ 상을 수상하기도 했다.